# (4644) Oumu
(4644) Oumu és un asteroide que pertany al cinturó d'asteroides, descobert el 16 de setembre de 1990 per Atsushi Takahashi i el també astrònom Kazurō Watanabe des de l'Observatori de Kitami, a Hokkaido, Japó.
Va ser designat provisionalment com 1990 SR3. Va ser anomenat Oumu en homenatge a la ciutat japonesa de Oumu que destaca per la seva indústria pesquera, situada al Mar d'Okhotsk a uns 50 km de Kitami.
Oumu s'hi troba a una distància mitjana del Sol de 2,606 ua, i pot allunyar-se fins a 2,982 ua i acostar-se fins a 2,231 ua. La seva excentricitat és 0,144 i la inclinació orbital 14,13 graus. Empra 1.537 dies a completar una òrbita al voltant del Sol. La magnitud absoluta d'Oumu és 12,4. Té 7,49 km de diàmetre i té una albedo estimada de 0,3.